# تخت‌گاز کره
تخت‌گاز کره (انگلیسی: Top Gear Korea; کره‌ای: 탑 기어 코리아) برنامه تلویزیونی محصول کره جنوبی بر پایه برنامه مشهور بی‌بی‌سی به نام تخت‌گاز (۲۰۰۲) است. در ۲۱ ژوئن ۲۰۱۱ به صورت رسمی اعلام شد که این برنامه فرمتی شبیه ورژن بریتانیایی دارد و دارای سه مجری است: خواننده و راننده حرفه‌ای کیم جین پیو، بازیگر یون جونگ هون و بازیگر کیم کاپ سو. فصل اول این برنامه از ۲۰ اوت ۲۰۱۱ از شبکه اکس‌تی‌ام پخش شد.